# Sookholme
Sookholme är en by i civil parish Warsop, i distriktet Mansfield, i grevskapet Nottinghamshire i England. Byn är belägen 6 km från Mansfield. Sookholme var en civil parish 1866–1935 när blev den en del av Warsop. Civil parish hade 210 invånare år 1931.